# 北中城村
北中城村（日语：／ Kitanakagusuku son */?，琉球語：／ ）位於琉球列島沖繩群島沖繩島中部地區東側，面向中城灣，為沖繩縣內人口密度最高的村級行政區。

## 人口
| 北中城村人口分布圖 |                                                 |  |
| 北中城村與日本全國年齡別人口分布比較圖 （2005年資料） | 北中城村的年齡、男女別人口分布圖 （2005年資料） |  |
| ■紫色是北中城村 ■綠色是全国 | ■藍色是男性 ■紅色是女性                         |  |
| 北中城村人口變化 \| 1970年 \| 9,432人 \| \| \| 1975年 \| 10,944人 \| \| \| 1980年 \| 12,210人 \| \| \| 1985年 \| 13,011人 \| \| \| 1990年 \| 13,707人 \| \| \| 1995年 \| 15,023人 \| \| \| 2000年 \| 15,745人 \| \| \| 2005年 \| 15,790人 \| \| \| 2010年 \| 15,951人 \| \| \| 2015年 \| 16,148人 \| \| \| 2020年 \| 17,969人 \| \| |                                                 |  |
| 資料來源：日本總務省統計中心提供之人口普查數據 |                                                 |  |
| 1970年 | 9,432人                                         |  |
| 1975年 | 10,944人                                        |  |
| 1980年 | 12,210人                                        |  |
| 1985年 | 13,011人                                        |  |
| 1990年 | 13,707人                                        |  |
| 1995年 | 15,023人                                        |  |
| 2000年 | 15,745人                                        |  |
| 2005年 | 15,790人                                        |  |
| 2010年 | 15,951人                                        |  |
| 2015年 | 16,148人                                        |  |
| 2020年 | 17,969人                                        |  |

## 歷史
- 1896年4月1日：實施郡區制，為中頭郡轄下中城間切。
- 1908年4月1日：實施島嶼町村制，中城間切改設為中城村。
- 二次大戰後，美軍在村內建立基地，將中城村分隔成南北兩處，兩地無法直接往來，使得村內營運受到影響。
- 1946年5月20日：中城村北部的12個聚落分割獨立成北中城村。
- 2000年12月：琉球王國的中城相關遺跡被登記為世界遺產。
- 2004年1月7日：中城村與北中城村成立合併協議會，共同討論兩村合併事宜。
- 2005年9月5日：協議會決定合併後新名稱為「中城市」，但最後因為北中城村長反對，指得合併計畫失敗。
- 2005年2月28日：中城村與北中城村知合併協議會解散，取消合併計畫。

## 交通

### 道路
| 高速道路 - 沖繩自動車道：北中城交流道 - 喜舎場智慧交流道 一般國道 - 國道329號 - 國道330號 主要地方道 - 沖繩縣道81號宜野灣北中城線 - 沖繩縣道29號那霸北中城線 - 沖繩縣道85號沖繩環狀線 | 一般縣道 - 沖繩縣道22號線 - 沖繩縣道35號線 - 沖繩縣道130號線 - 沖繩縣道146號線 - 沖繩縣道227號沖繩縣綜合運動公園線 |

## 教育
高等學校
- 沖繩縣立北中城高等學校（日语：沖縄県立北中城高等学校）

中學校
- 北中城村立北中城中學校（日语：北中城村立北中城中學校）

小學校
- 北中城村立島袋小學校
- 北中城村立北中城小學校（日语：北中城村立北中城小学校）

特殊學校
- 沖繩縣立沖繩聾學校（日语：沖縄県立沖縄ろう学校）